# Albrecht Bürkle
Albrecht Bürkle (* 24. Januar 1916; † 15. April 1963 in Hamburg) war ein deutscher Verlagslektor und Verleger.
Albrecht Bürkle besuchte das Theodor-Heuss-Gymnasium in Heilbronn, absolvierte ein Studium und promovierte 1941 in Heidelberg zum Dr. phil. Thema seiner Dissertation war Die Zeitschrift ‚Freie Bühne‘ und ihr Verhältnis zur literarischen Bewegung des deutschen Naturalismus; die Analyse erfolgte aus nationalsozialistischer Sicht. Ab 1947 war er bei Hoffmann und Campe tätig, ab 1953 Verlagsleiter.
Bürkle starb im Alter von 47 Jahren als literarischer Leiter des Verlags Hoffmann und Campe und als Verlagsleiter und Herausgeber der Zeitschrift Merian.